# Biographical Directory of the United States Congress
Biographical Directory of the United States Congress je biografski slovar vseh sedanjih in nekdanjih članov Kongresa Združenih držav Amerike in njegovega predhodnika, Kontinentalnega kongresa. Vključuje tudi predstavnike čezmorskih ozemelj in okrožja Columbia ter rezidenčna komisarja iz Filipinov in Portorika.
Spletna izdaja vključuje tudi vodnik za raziskovanje zbirk (seznam ustanov v katerih so arhivirani papirji članov, pisma, korespondenca in drugi predmeti) in razširjeno bibliografijo objavljenih del o članu.

## Tehnične podrobnosti
Vrednost indeksa v URL-ju je unikatna vrednost za vsakega člana Kongresa. Obstaja nekaj dvojnikov za spremembe imen:  in  se nanašata na isto osebo. ID se pouporablja tudi v različicah XML (glej http://congress.gov in http://xml.house.gov ).

### Navedbe
1. ↑  Online edition